# Заболоцкий, Тимофей Васильевич
Тимофе́й Васи́льевич Заболо́цкий — русский дипломат XVI века. Был активен в правление Елены Глинской. Сын боярского сына Василия Заболотского-Бражника.
В январе 1534 года ездил к королю Сигизмунду I с известием о кончине великого князя Василия, а в 1535 году — к молдавскому воеводе Петру Стефановичу с заверении в покровительстве ему великого князя московского.

## Источник
- Заболоцкий, Тимофей Васильевич // Энциклопедический словарь Брокгауза и Ефрона : в 86 т. (82 т. и 4 доп.). — СПб., 1890—1907.